# Robin Smeulders
Robin Smeulders (* 19. Juni 1987 in Münster) ist ein ehemaliger niederländisch-deutscher Basketballspieler.

## Leben
Smeulders ist der Sohn einer Österreicherin und eines Niederländers und besitzt die niederländische und die österreichische Staatsbürgerschaft. Smeulders nahm später die deutsche Staatsbürgerschaft an. Das Schuljahr 2003/04 verbrachte er als Austauschschüler an der Ka’ahumanu Hou High School im US-Bundesstaat Hawaii. Sein Abitur bestand er 2006 an der Hoffmann-von-Fallersleben-Schule Braunschweig.
Er spielte von 2004 bis 2006 in der 2. Basketball-Bundesliga bei der SG Braunschweig und war dort unter Trainer Liviu Călin bereits mit 18 Jahre Stammspieler. Er wurde mehrfach in Auswahlen des niederländischen Basketballbundes berufen, nahm an mehreren internationalen Turnieren und drei Junioren-B-Europameisterschaften teil.
2006 ging Smeulders in die Vereinigten Staaten und nahm ein Studium an der University of Portland auf. Aufgrund der NCAA-Bestimmungen durfte er in der Saison 2006/07 nicht am Wettkampfbetrieb teilnehmen. Er spielte bis 2010 für die Hochschulmannschaft, seine besten statistischen Werte erreichte er in der Saison 2009/10 (12,3 Punkte und 6,3 Rebounds pro Begegnung).
Am 8. Juni 2010 nahm der deutsche Bundesligist EWE Baskets Oldenburg Smeulders für zwei Jahre (mit zusätzlicher Klausel für eine Verlängerung) unter Vertrag. Das Arbeitsverhältnis wurde 2013 um zwei Jahre bis 2015 verlängert. Im Juni 2015 unterschrieb er erneut einen Zweijahresvertrag mit den Niedersachsen. Im September 2015 nahm Smeulders mit der niederländischen Nationalmannschaft an der Europameisterschaft teil. Während des in mehreren europäischen Ländern ausgetragenen Turniers kam er in fünf Spielen auf 8 Punkte pro Einsatz, verfehlte mit der niederländischen Auswahl aber den Einzug in die K.-o.-Runde.
Am 27. Juni 2016 gab Smeulders sein Karriereende bekannt. Während der Bundesliga-Playoffs im Frühjahr 2016 hatte er aufgrund einer Rückenverletzung aussetzen müssen, was bei ihm den Entschluss reifen ließ, sich nicht mehr den körperlichen Strapazen des Profisports aussetzen zu wollen, um keine späteren gesundheitlichen Folgen zu riskieren. Er kam insgesamt auf 189 Bundesligaspiele (allesamt für Oldenburg). Bezüglich der wichtigsten statistischen Werte war das Bundesliga-Spieljahr 2012/13 Smeulders' bestes, als er in 47 Spielen im Durchschnitt 6,7 Punkte und 3,8 Rebounds verbuchte. In der Saison wurde er mit Oldenburg deutscher Vizemeister.
Aufgrund seiner Größe seiner Sprungkraft wurde er während seiner Karriere auch „Fliegender Holländer“ genannt. Der studierte Betriebswirt wurde beruflich in Wildeshausen tätig.